# 합곱
대수적 위상수학에서 합곱(合곱, 영어: cup product 컵 프로덕트[*])은 두 코호몰로지류를 더 큰 코호몰로지류로 이어붙이는 연산이다. 이에 따라, 코호몰로지는 호몰로지와 달리 등급환을 이룬다.

## 정의

### 쌍대사슬의 합곱
위상 공간 {\displaystyle X} 및 가환환 {\displaystyle R}가 주어졌다고 하자. 그렇다면, 특이 쌍대사슬의 합곱은 다음과 같은  {\displaystyle R}-선형 변환이다.
{\displaystyle \smile \colon C^{p}(X;R)\times C^{q}(X;R)\to C^{p+q}(X;R)}
이는 다음과 같이 정의된다. 임의의 {\displaystyle p}차 특이 쌍대사슬 {\displaystyle c\in C^{p}(X;R)} 및 {\displaystyle q}차 특이 쌍대사슬 {\displaystyle d\in C^{q}(X;R)} 및 {\displaystyle (p+q)}차 특이 단체 {\displaystyle \sigma \colon \triangle ^{p+q}\to X}에 대하여,
{\displaystyle c\smile d\colon \sigma \mapsto c(\sigma \circ \iota _{0,1,...p})\cdot d(\sigma \circ \iota _{p,p+1,...,p+q})}
여기서
{\displaystyle \iota _{S}\colon \triangle ^{|S|-1}\hookrightarrow \triangle ^{p+q}}
({\displaystyle S\subset \{0,1,...,p+q\}})는 {\displaystyle |S|-1}차원 표준 단체를 꼭짓점들이 {\displaystyle \{0,1,\dots ,p+q\}}인 {\displaystyle p+q}차원 표준 단체의, {\displaystyle S}에 속하는 꼭짓점들만을 갖는 부분 표준 단체로 포함시키는 함수이다.

### 코호몰로지류의 합곱
쌍대사슬의 합곱은 다음과 같이 쌍대경계 {\displaystyle \delta }와 호환된다.
{\displaystyle \delta (c\smile d)=\delta c\smile d+(-1)^{\deg c}(c\smile \delta d)}
따라서, 쌍대사슬의 합곱은 코호몰로지류 위에도 정의된다. 이에 따라, 코호몰로지류의 합곱
{\displaystyle \smile \colon H^{p}(X;R)\times H^{q}(X;R)\to H^{p+q}(X;R)}
이 존재하게 된다. 이를 곱으로 삼으면, 코호몰로지 군 {\displaystyle H^{\bullet }(X;R)}는 등급환을 이룬다.

### 텐서곱
두 위상 공간 {\displaystyle X,Y} 및 가환환 {\displaystyle R} 위의 가군 {\displaystyle M}, {\displaystyle N}이 주어졌다고 하자. 그렇다면, 특이 쌍대사슬에 대한 다음과 같은 사상이 존재한다.
{\displaystyle \otimes _{R}\colon C^{p}(X;M)\times C^{q}(Y;N)\to C^{p+q}(X\times Y;M\otimes _{R}N)}
{\displaystyle c\otimes _{R}d\colon \sigma \mapsto c\left(\operatorname {proj} _{X}^{X\times Y}\circ \sigma \circ \iota _{0,1,...p}\right)\otimes _{R}d\left(\operatorname {proj} _{Y}^{X\times Y}\circ \sigma \circ \iota _{p,p+1,...,p+q}\right)\in M\otimes _{R}N}
여기서
{\displaystyle \operatorname {proj} _{X}^{X\times Y}\colon X\times Y\to X}
{\displaystyle \operatorname {proj} _{Y}^{X\times Y}\colon X\times Y\to Y}
는 곱공간의 사영 사상이다.
이 역시 쌍대경계와 호환되어, 코호몰로지류의 텐서곱
{\displaystyle \otimes _{R}\colon \operatorname {H} ^{p}(X;M)\times \operatorname {H} ^{q}(Y;N)\to \operatorname {H} ^{p+q}(X\times Y;M\otimes _{R}N)}
을 정의할 수 있다. 만약 {\displaystyle M=N=R}라면, {\displaystyle R\otimes _{R}=R}이므로 이는
{\displaystyle \otimes _{R}\colon \operatorname {H} ^{p}(X;R)\times \operatorname {H} ^{q}(Y;R)\to \operatorname {H} ^{p+q}(X\times Y;R)}
이다. 이 사상은 퀴네트 정리에 등장하는 사상과 같다.

## 성질
코호몰로지류의 합곱은 다음과 같은 등급 교환 법칙을 따른다.
{\displaystyle \alpha \smile \beta =(-1)^{\deg \alpha \deg \beta }(\beta \smile \alpha )}
합곱은 함자를 이룬다. 구체적으로, 임의의 연속 함수 {\displaystyle f\colon X\to Y}에 대하여, 코호몰로지로 인한 당김
{\displaystyle f^{*}\colon H^{\bullet }(Y)\to H^{\bullet }(X)}
을 정의한다면, 다음이 성립한다. 임의의 {\displaystyle \alpha ,\beta \in H^{\bullet }(Y)}에 대하여,
{\displaystyle f^{*}(\alpha \smile \beta )=f^{*}(\alpha )\smile f^{*}(\beta ),}
즉, {\displaystyle f^{*}}는 등급환의 준동형을 이룬다.

### 합곱과 텐서곱의 관계
위상 공간 {\displaystyle X} 및 가환환 {\displaystyle R} 위의 가군 {\displaystyle M}, {\displaystyle N}이 주어졌다고 하자. 그렇다면, 대각 사상
{\displaystyle \operatorname {diag} _{X}\colon X\to X^{2}}
이 존재한다. 그렇다면, 텐서곱의 대각 사상의 당김
{\displaystyle \operatorname {diag} _{X}^{*}(-\otimes _{R}-)\colon \operatorname {H} ^{p}(X;M)\times \operatorname {H} ^{q}(X;N)\to \operatorname {H} ^{p+q}(X;M\otimes _{R}N)}
이 존재한다. 만약 {\displaystyle M=N=R}라면, 이는 합곱 {\displaystyle \smile }과 일치한다.

## 역사
1935년 9월 4일~10일 동안 모스크바에서 열린 제1차 세계 위상 수학 학회(영어: International Topological Conference)에서 제임스 워델 알렉산더와 안드레이 콜모고로프는 독자적으로 코호몰로지류의 개념 및 코호몰로지류의 곱셈을 도입하였다. 이후 에두아르트 체흐와 해슬러 휘트니는 코호몰로지류의 합곱을 구체적으로 정의하였다. 1944년에 사무엘 에일렌베르크는 그 정의를 일반화하였다. 합곱의 기호 {\displaystyle \smile }는 휘트니가 고안하였다.

## 같이 보기
- 특이 호몰로지
- 호몰로지
- 교곱
- 매시 곱